# Tilden (Nebraska)
Tilden – miasto w Stanach Zjednoczonych, w stanie Nebraska, w hrabstwie Antelope.